# Jacques-Édouard Gatteaux
Jacques-Édouard Gatteaux (Parigi, 4 novembre 1788 – Parigi, 9 febbraio 1881) è stato uno scultore e medaglista francese.

## Biografia
Appartenne ad una famiglia legata all'arte, come dimostra l'esempio del padre, Nicolas-Marie Gatteaux, già scultore di buon livello.
Gatteaux fu istruito, educato e formato alla scuola del padre e di Jean-Guillaume Moitte.
Dopo aver vinto il Prix de Rome nel 1809, si trasferì proprio nella città capitolina per un lungo soggiorno formativo e di lavoro.
A Roma realizzò i busti di Napoleone e di Maria Luisa, seguendo uno stile fortemente neoclassico.
Rientrato in patria, si affermò soprattutto come medaglista nel periodo della Restaurazione e aderì al Salon ininterrottamente dal 1814 al 1855.
Tra i lavori più celebri si possono annoverare le 17 medaglie della serie Galérie métallique des grands hommes (Galleria metallica dei grandi uomini), tra i quali spiccarono Corneille, La Fontaine, Buffon, Malherbe, Rabelais, La Fayette, Montaigne, oltre alle opere raffiguranti l’Incoronazione di Carlo X.
Molto apprezzati risultarono i busti di Michelangelo e di Rabelais a Versailles.
Tra le statue, le più riuscite furono quelle di Pomona, di Minerva dopo il giudizio di Paride e Il cavaliere d'Assas.
Importanti anche le statue della serie Reines de France et Femmes illustres al Jardin du Luxembourg a Parigi.
Durante la sua lunga carriera fu membro dell' Académie des beaux-arts francese e nel 1845 dell’Institut de France.
Ricevette l'onorificenza di ufficiale dell'  Ordre national de la Légion d'honneur.